# Luna (canción de Zurdok)
«Luna» es el cuarto y último sencillo con el cual se cierra el ciclo del álbum Hombre Sintetizador de la banda regiomontana mexicana de rock alternativo Zurdok. La canción tiene un estilo hipnotizante debido al sonido del sintetizador y algo instrumental alejándose del sonido alternativo clásico de Zurdok. El sencillo casi no fue interpretado en ningún concierto o presentación, lo cual hizo que la canción no se popularizara, siendo las más interpretadas los sencillos de "Si Me Advertí" y sobre todo "Abre Los Ojos".
Para promocionar este sencillo, en MTV Latino se le exhibió un video animado dirigido por Rodrigo Guardiola y Raúl T. Vives.

## Lista de canciones
- Edición México

1. «Luna»
2. «Luna» (acústica)
3. «Nos Vemos En La Luna» (DJ Mix Edit)

- Datos: Q5984811